# Avraham David Lavut
Le rabbin Avraham David Lavut (1814-1890, Mykolaïv) est le grand-père maternel de la Rebbetzin Chana Schneerson (1880-1964), mère du septième et dernier Rebbe de Loubavitch, Menachem Mendel Schneerson (1902-1994).
Le rabbin Avraham David Lavut, le rabbin de Mykolaïv,, est l'auteur d'œuvres réputées comme Kav Naki, Netiv Hachaim Al Derech Hachaim, Beit Aharon V'Hosafot, Sidour Torah Ohr et Shaar Hakollel,.

## Biographie

### Il devient un Hassid
Avraham David Lavut nait en 1814 (5575).
Il devient un Hassid de Menachem Mendel Schneersohn (1789-1866), le troisième Rebbe de Loubavitch, le Tzemach Tzedek , .
Après le décès du Tzemach Tzedek, Avraham David devient un Hassid du fils de Menachem Mendel et son successeur, le quatrième Rebbe de Loubavitch, Shmuel Schneersohn (1834-1882).

### Rabbin de Romanovka, puis de Mykolaïv
Dans la vingtaine, il devient le rabbin dans la ville de Romanovka (Oblast de Saratov, en Russie). En 1844-1845 (5604-5605), le Tzemach Tzedek établit un Kollel à Romanovka, sous la direction de Avraham David.
Avraham David a près de trente cinq ans lorsqu'il devient le rabbin de Mykolaïv. Il remplit cette fonction pendant quarante ans, jusqu'à son décès.

### L'influence de Avraham David Lavut
Le rabbin Meir Shlomo Yanovsky, le futur père de Chana Schneerson, devient orphelin de son père, Yisrael Leib Yanovsky, alors qu'il est en bas âge. Son grand-père, le rabbin Avraham David Lavut l'élève et l'éduque comme son propre fils.
En 1890 (5650), le rabbin Avraham David Lavut décède. Il laisse une lettre adressée aux dirigeants de la communauté juive dans laquelle il leur demande de nommer son petit-fils Meir Shlomo Yanovsky comme successeur, vu qu'il était comme un fils pour lui. Cette requête est acceptée et Meir Shlomo devient le rabbin de Mykolaïv.
Chana Schneerson reçoit son éducation juive par son père, mais aussi de son arrière-grand-père, le rabbin Avraham David Lavut.
En 1900 (5600), Chana Schneerson se marie avec le rabbin Levi Yitzchak Schneerson, l'arrière-petit-fils du troisième Rebbe de Loubavitch, le Rabbin Menachem Mendel, le Tsemach Tzedek. Cette union aurait été arrangée par le rabbin Shalom DovBer (1860-1920), le cinquième Rebbe de Loubavitch,,,.